# Liste des abbés d'Orval
Cette Liste des abbés d’Orval reprend les noms des supérieurs ecclésiastiques de l’abbaye Notre-Dame d'Orval (Belgique). Fondée au XIe siècle l’’abbaye passe à l’ordre de Cîteaux en 1132. Supprimée en 1796, elle est reconstruite - et la vie monastique rétablie - en 1926.

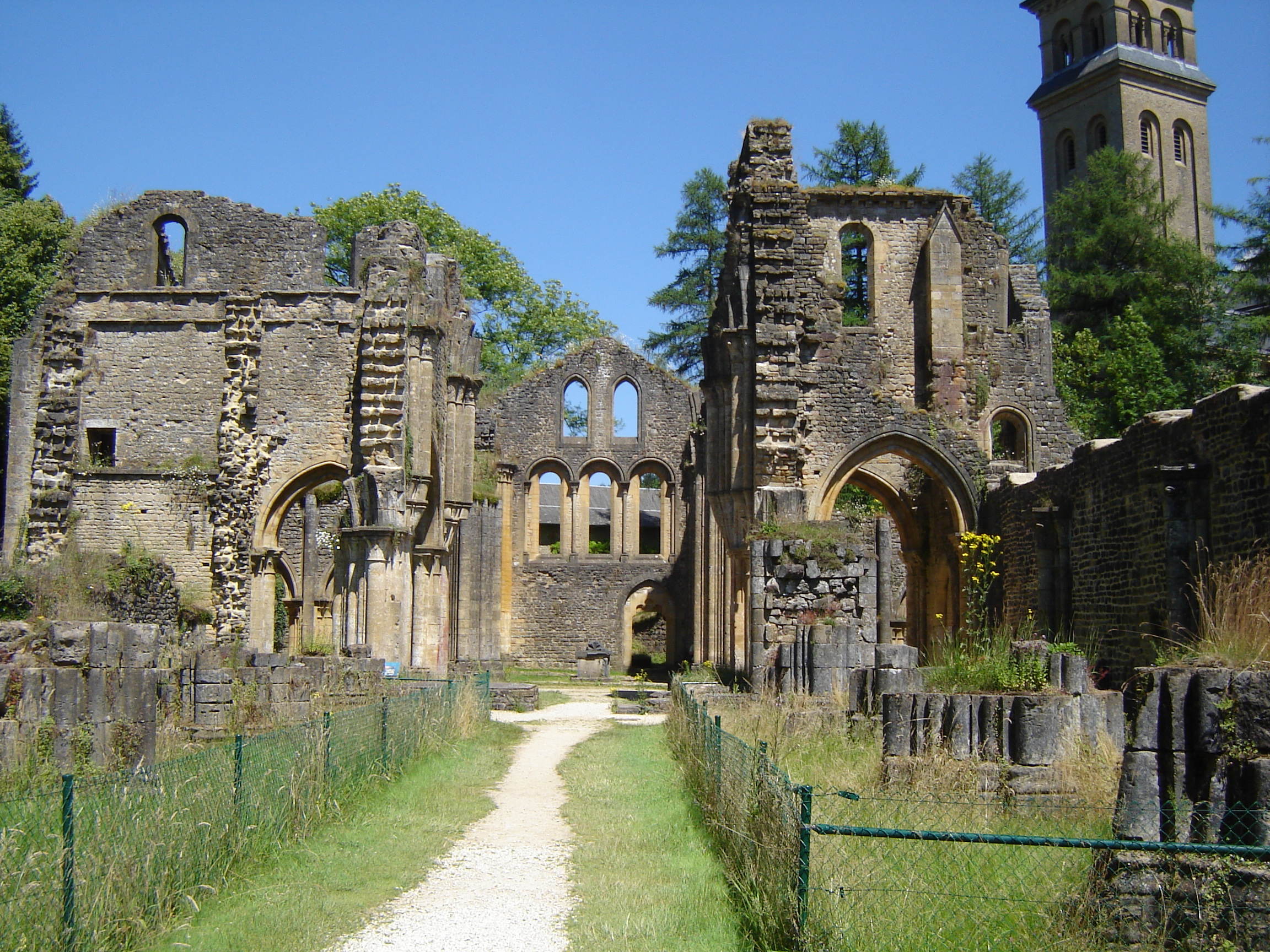
Nef de l'ancienne abbatiale (en ruines)

## Ancienne abbaye d’Orval
- 1131 à  1145 : Bienheureux Constantin, Moine de Clairvaux
- 1145 au 6 septembre 1152 : Thierry I de Vitry
- 1152 à 1167 : Thierry II de Verdun
- 1167 au 16 janvier 1177 : Adam I de Longwy
- 1177 à 1192 (?) : Étienne I de Luxembourg
- 1192 à ???: Rémy de Longuion
- ??? à 1201 : Gérard de Rochefort
- 1201 à 1203 : Jean d’Étalle
- 1203 à 1209 : Gautier de Virton
- 1209 à 1225 : Pierre de Liège
- 1226 à 1228 : Henri de Stenay, fils d’Ivette de Huy (démissionnaire)
- 1228 à 1242 : Jean II de Neufchâteau
- 1243 au 22 mai 1256 : Jean III de Laferté
- 1256 au début de 1259 : Henri II de Bouillon
- 1259 à 1260 : Jean IV de Namur
- 1260 à mars 1271 : Guy de Chiny
- 1271 à 1278 : Adam II
- 1278 au 5 octobre 1299 : Nicolas I de Lupipont
- 1299 au 24 mars 1311 : Nicolas II de Trèves
- 1311 à 1317 : Jean V de Huy, évêque i.p.i. (demetracensis), puis abbé de Trois-Fontaines
- 1317 à 1325 : Jacques I de Mouzon
- 1325 à ??? : Jean V de Huy, (revenu de Trois-Fontaines)
- 1335 au 12 février 1343: Robert de Preney (1335, le 3 juillet : A.E.A. Fonds Clairefontaine – Charte no 62
- environs de 1350 à 1362 : Nicolas III
- en 1376 : Thierry III d’Ansart est abbé
- environs de 1385 : Jean VI de Metz est abbé. Il reçoit le corps de Wenceslas, duc de Luxembourg, enterré à Orval
- c1385 à 1417 : Jacques II de Baranzy
- 1417 au 25 octobre 1423 : Nicolas IV d’Arlon
- 1425 à 1442 : Jean VII de Prouvy
- 1442 à 1453 : Nicolas V de Bayonville
- 18 octobre 1453 à 1476 : Jean VIII de Rossignol
- 1476 au 25 mai 1484 : Godefroid I d’Arenberg, reçoit mitre et crosse en 1477 ; est également abbé commendataire de Val-Saint-Lambert
- 1490 au 3 décembre 1504 : Nicolas VI de Villers
- 1504 à 1530 : Baudouin de Presseux
- 14 février 1530 au 1er mai 1540 : Godefroid II de Presseux
- 1540 au 21 mars 1555 : Matthias Delvaulx
- 25 mars 1555 au 25 mars 1563 : Lambert I de Waignée
- 9 juin 1563 au 3 mars 1571 : Dominique Robin de Stenay
- 1571 à 1578 : vacance
- 1578 au 2 décembre 1588 : Lambert II de Villers-devant-Orval
- 1588 au 28 septembre 1596 : Lambert III de Hansimbourg
- 7 décembre 1596 au 5 janvier 1605 : Remacle Cerfay (de Saint-Hubert)
- 1605 au 8 juin 1628 : Bernard de Montgaillard, moine des Feuillants, nommé par l'Archiduc Albert, réformateur
- 9 juin 1628 au 6 décembre 1638 : Laurent Michaelis (de Laroche), nommé
- 17 mai 1639 au 10 mars 1668 : Henri III de Meugen (de Beaufort), nommé par le roi (démissionnaire)
- 8 avril 1668 au 12 juin 1707 : Charles de Bentzeradt (d’Echternach), nommé
- 1707 au 7 juin 1729 : Étienne II Henrion (de Malines), fait face à la grave crise janséniste
- 28 août 1729 au 25 décembre 1742 : Jean-Marie Mommerts (de Juliers)
- 19 mars 1743 à 1757 : Albert de Meuldre (de Saint-Vaast), (démissionnaire)
- 24 août 1757 au 9 juin 1764 : Menne Effleur (de Dinant), nommé par l’impératrice Marie-Thérèse
- 12 novembre 1764 au 22 octobre 1787 : Étienne III Scholtus (de Bastogne), nommé
- 28 septembre 1788 au 7 janvier 1792 : Barthélemy Lucas (de Trèves), nommé
- 25 décembre 1793 au 20 décembre 1796 : Gabriel Siegnitz (de Bastogne), nommé par l’empereur, chassé d’Orval avec sa communauté en 1795, et ensuite chassé de Conques le 20 décembre 1796. La communauté est dispersée. Emprisonné en 1798 (pour refus du serment constitutionnel) il meurt le 26 février 1799.

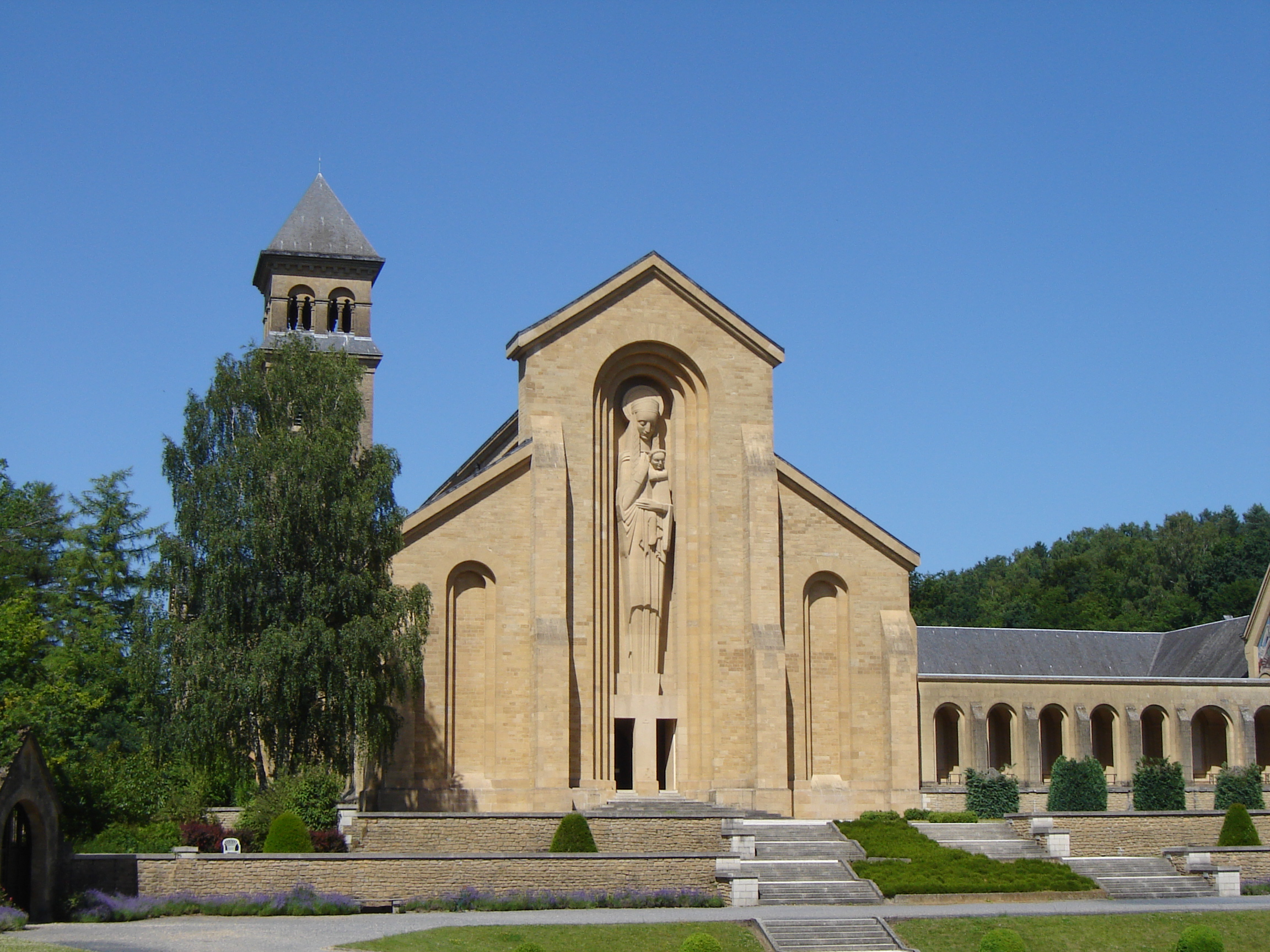
Nouvelle abbatiale

## Nouvelle abbaye d’Orval
À partir de 1926, une nouvelle abbaye est construite, à proximité des ruines de l’ancienne. Des moines de Sept-Fons relèvent la tradition monastique et reprennent le chant de l'office divin.
- 1936 à 1950 : Marie-Albert van der Cruyssen, moine de La Trappe (démissionnaire) (prieur claustral de 1927 à 1935)
- 19 décembre 1950 au 21 novembre 1966 : Vincent de Paul Sonthonnax
- 12 décembre 1966 au 24 octobre 1967 : Raphaël Boulet
- 14 novembre 1967 au 5 octobre 1971 : François-Xavier Hanin
- Octobre 1971 au 10 novembre 1980 : Étienne Gillard (supérieur ad nutum de 1971 à 1974)
- 26 novembre 1980 au 9 octobre 1981 : Denis Debusschere
  - 16 février 1982 au 17 novembre 1984 : (supérieur ad nutum) Jacques Bernier
  - 17 novembre 1984 au 11 mars 1988 : (supérieur ad nutum) Paul Barbe
- 12 mars 1988 au 19 août 1999 : Éric Dion
- 19 août 1999 au 22 septembre 2003 : Matthieu Cauwe (supérieur ad nutum de 1999 à 2001)
  - 30 septembre 2003 au 25 janvier 2007 : (supérieur ad nutum) Jean Kremer
- 25 janvier 2007 au 27 novembre 2019 : Lode Van Hecke
  - 2020-2024: (supérieur ad nutum): Bernard-Joseph Samain
  - 2024: (supérieur ad nutum): Xavier Frisque[1]

## Source
- Hippolyte Goffinet, Cartulaire de l'abbaye d'Orval, Bruxelles, F.Hayez, imprimeur, 1879.